# رالف مورغنشتيرن
رالف مورغنشتيرن (بالألمانية: Ralph Morgenstern) (و. 1955 – م) هو مذيع، وممثل، وممثل مسرحي، وممثل أفلام من ألمانيا . ولد في مولهايم.

## روابط خارجية
- رالف مورغنسترن على موقع IMDb (الإنجليزية)
- رالف مورغنسترن على موقع ألو سيني (الفرنسية)
- رالف مورغنسترن على موقع أول موفي (الإنجليزية)
- رالف مورغنسترن على موقع قاعدة بيانات الفيلم (الإنجليزية)
- رالف مورغنسترن على موقع كينوبويسك (الروسية)